# دينا أشنهوغ
دينا أشنهوغ Dina Aschehoug (1861 – 1956) هي رسامة نرويجية.
ولد في مدينة أسكر في النرويج، ودرست في مدرسة فيلهلم كين للرسم في كوبنهاغن بين عامي 1880 و1882. ثم درست الرسم في كريستيانيا على يد كل من إيليف بيترسن وإريك فيرينسكيولد. ثم في أكاديمية كولاروسي في باريس.
تميزت في رسم اللوحات الجدارية ولها العديد من اللوحات في مذابح العديد من الكنائس.